# Келлиман, Эрин
Эрин Мэй Келлиман (англ. Erin Mae Kellyman; род. 17 октября 1998, Тамуэрт, Стаффордшир) — британская актриса. На телевидении она получила известность благодаря ситкому Channel 4 «Воспитанные волками» (2015—2016) и сериалам BBC «Отверженные» (2018), «Не забудьте водителя» (2019) и «Жизнь» (2020). С тех пор она снялась в сериалах Disney+ «Сокол и Зимний солдат» (2021) и «Уиллоу» (2022).
Среди её фильмов — «Хан Соло. Звёздные войны: Истории» (2018) и «Легенда о Зелёном рыцаре» (2021).

## Биография
Келлиман родилась в Тамуэрт, Стаффордшир, Келлиман посещала Бирмингемская академия Ормистона, Школа Роулетта и окончила Ноттингемскую телевизионную мастерскую. Мать Эрин, Луиза, имеет ирландские корни, а её отец Чарльз — ямайского происхождения.

## Фильмография
| Год       |   | Русское название                  | Оригинальное название             | Роль           |
| --------- | - | --------------------------------- | --------------------------------- | -------------- |
| 2015—2016 | с | Воспитанные волками               | Raised by Wolves                  | Кэти           |
| 2016      | с | Куперы против остальных           | The Coopers vs the Rest           | Фрэнки Купер   |
| 2017      | с | Дядя                              | Uncle                             | Элеонора       |
| 2018      | ф | Хан Соло. Звёздные войны: Истории | Solo: A Star Wars Story           | Энфис Нест     |
| 2018—2019 | с | Отверженные                       | Les Misérables                    | Эпонина        |
| 2019      | с | Не забудьте водителя              | Don't Forget the Driver           | Кайла          |
| 2020      | с | Такая жизнь                       | Life                              | Майя Стоун     |
| 2021      | с | Сокол и Зимний солдат             | The Falcon and the Winter Soldier | Карли Моргенто |
| 2021      | ф | Легенда о Зелёном рыцаре          | The Green Knight                  | Винифреда      |
| 2022      | с | Главарь                           | Toy Boy                           | Камешки        |
| 2022—2023 | с | Уиллоу                            | Willow                            | Джейд          |
| 2024      | ф | Пробуждение                       | Woken                             | Анна           |
| 2024      | ф | Блиц                              | Blitz                             | Дорис          |
| 2025      | ф | Великая Элеонор                   | Eleanor the Great                 | Нина           |
| 2025      | ф | 28 лет спустя                     | 28 Years Later                    | Джимми Инк     |